# Mary Ann
Mary Ann – folkowa piosenka zaaranżowana przez Boba Dylana, nagrana przez niego w czerwcu 1970 r. i wydana na albumie Dylan w listopadzie 1973 r.

## Historia i charakter utworu
Utwór ten został nagrany (5 prób) na czwartej sesji do albumu New Morning 2 czerwca 1970 r. w Columbia Studio E w Nowym Jorku. Oprócz albumowej wersji If Not for You i Time Passes Slowly reszta była odrzutami: Alligator Man, Mr. Bojangles, Rock a Bye My Sara Jane (3 wersje), Spanish is the Loving Tongue. Utwory odrzucone zostały potem wybrane na „album zemsty” przez firmę Columbia Records.
Ta piosenka o mężczyźnie odpływającym na statku, aby ustawić się życiu, i opuszczającym swoją ukochaną była znana Dylanowi już na samym początku jego kariery. Nagrał ją w 1960 r. na tzw. St. Paul Tape.
Wersja, którą wykonuje na albumie Dylan, jest zbliżona jakościowo do innych utworów – są to przecież odrzuty, które nigdy nie miały ukazać się na płycie – jednak jeszcze z dodatkiem „trudnego do wytrzymania wokalu Dylana, który konkuruje z jeszcze bardziej wywołującym mdłości żeńskim chórkiem”.
Dylan nigdy nie wykonywał tej ballady na koncertach.

## Muzycy
- Bob Dylan – pianino, gitara, harmonijka, wokal

sesja czwarta
- Al Kooper – gitara, pianino, wokal
- Charlie Daniels – gitara basowa
- Ron Cornelius – gitara
- Russ Kunkel – perkusja
- Hilda Harris – chórki
- Albertine Robinson – chórki
- Maeretha Stewart – chórki

## Wykonania piosenki przez innych artystów
- Album różnych wykonawców – Steel Bands of the Caribbean (1992)
- Cockspur Steelband – Greatest (1996)
- Thomas Stewart – Songs of Gambling and the Sea (1996)